# Vittoria

Comuna de Vittoria, na província de Ragusa.

Vittoria é uma comuna italiana da região da Sicília, província de Ragusa, com cerca de 54.320 habitantes. Estende-se por uma área de 181,31 km², tendo uma densidade populacional de 300 hab/km². Faz fronteira com Acate, Chiaramonte Gulfi, Comiso, Ragusa.

## Demografia
| Variação demográfica do município entre 1861 e 2011                               |
|                                                                                   |
| Fonte: Istituto Nazionale di Statistica (ISTAT) - Elaboração gráfica da Wikipedia |